# La insurrección de la burguesía
La insurrección de la burguesía es la primera parte del documental chileno La batalla de Chile, dirigido por Patricio Guzmán, siendo una de las últimas películas o documentales de Chile en el formato "blanco y negro".
Fue presentado en el "One World Film Festival" y en el "Litomerice Film Festival", ambos de la República Checa.
El 1 de marzo de 1996 y 27 de agosto de 2004 su formato fue reactualizado.
Este documental tiene la particularidad de ser traducido y mostrado en varios países del mundo, como Estados Unidos, Argentina, Italia, Finlandia, República Checa, entre otros.
En Chile, la primera parte de la trilogía fue estrenada el 1 de marzo de 1996.[cita requerida]

## Sinopsis
La insurrección de la burguesía es la primera parte del documental La batalla de Chile.
Todo comienza en marzo de 1973, en donde se celebran las últimas elecciones demócratas chilenas durante el gobierno del futuro derrocado presidente Salvador Allende. A pesar de que muchos chilenos votan contra la amenaza comunista, el partido de Allende obtiene el 36,8 % de los votos, tras esto la oposición comprende que los sistemas legales ya no sirven.
Ocurrido esto, la burguesía y los militares chilenos ponen la estrategia de, para vencer la amenaza, deberán provocar un golpe de Estado en el país.

## Elenco
- Patricio Guzmán como Narrador

## Estreno
El documental fue estrenado en distintos países del mundo, la siguiente lista es por orden de estreno:
- Cuba 18 de marzo de 1975.
- Italia 18 de septiembre de 1975.
- Francia 2 de febrero de 1976.
- España 4 de agosto de 1977.
- Estados Unidos 12 de enero de 1978.
- Alemania Oriental 18 de mayo de 1979.
- Brasil 28 de octubre de 1979.[2]
- Canadá 31 de octubre de 1981.
- Dinamarca 10 de octubre de 1982.
- Argentina 3 de junio de 1983.
- Noruega 5 de octubre de 1988.
- Grecia 17 de agosto de 1993.
- Chile 1 de marzo de 1996.
- México 12 de septiembre de 1998.
- Australia 16 de febrero de 2000.
- Nueva Zelanda 20 de julio de 2000.
- Ucrania 10 de abril de 2002.
- República Checa 18 de abril de 2004.
- Turquía 21 de julio de 2004.
- República Checa 27 de agosto de 2004.
- Reino Unido 19 de diciembre de 2005.
- Colombia 29 de noviembre de 2007.
- Costa Rica 3 de octubre de 2009.
- Finlandia 14 de julio de 2009.
- Sudáfrica 22 de octubre de 2009.
- Perú 2 de diciembre de 2009.
- Ecuador enero de 2010.